# エルンスト2世 (シュヴァーベン大公)
エルンスト2世（Ernst II., 1010年頃 - 1030年8月17日）は、中世ドイツのシュヴァーベン大公（在位：1015年 - 1030年）。バーベンベルク家シュヴァーベン大公エルンスト1世とシュヴァーベン大公ヘルマン2世の娘ギーゼラの子。

## 生涯
父エルンスト1世はバーベンベルク家オーストリア辺境伯レオポルト1世（ルイトポルト1世）の子であるが、コンラディン家の最後のシュヴァーベン大公ヘルマン3世の姉妹ギーゼラと結婚し、1012年にヘルマン3世が嗣子なく没したのちに、シュヴァーベン大公位を国王ハインリヒ2世より受けた。
母ギーゼラはエルンスト1世の死後、ザーリアー家のコンラート2世と再婚した。コンラート2世が1024年国王に選出され、エルンスト2世は王の義子の立場となった。しかし、エルンスト2世は、国王選挙でコンラート2世に敗れたケルンテン公コンラート2世（皇帝の従弟）、ヴェルフ家レヒライン伯ヴェルフ2世などとともに皇帝に対し反乱を企てた。エルンスト2世は王国会議で追放刑を受けシュヴァーベン大公位を剥奪され、大公位は弟のヘルマン4世が継いだ。1030年にファルケンシュタイン城近くで皇帝軍との戦いで戦死した。皇帝コンラート2世はエルンスト2世の死の知らせを聞いたとき、「こんなにかみついた子犬も稀だわなー」といったといわれる。
独身で嗣子はいなかった。